# 1928 w Wojsku Polskim
Kalendarium Wojska Polskiego 1928 – wydarzenia w Wojsku Polskim w roku 1928.

## Styczeń
1 stycznia
- generał brygady w stanie spoczynku Mariusz Zaruski został zatrudniony w Marynarce Wojennej, w charakterze pracownika kontraktowego do prac regulaminowych
- podpułkownik Roman Abraham awansował na pułkownika w korpusie oficerów kawalerii

7 stycznia
- Minister Spraw Wojskowych, marszałek Polski Józef Piłsudski ustanowił organy lotniczej służby zdrowia:

Referat Lotniczej Służby Zdrowia przy Departamencie Sanitarnym Ministerstwa Spraw Wojskowych
Centrum Badań Lotniczo-Lekarskich przy Instytucie Badań Technicznych Lotnictwa w Warszawie → Wojskowy Instytut Medycyny Lotniczej
13 stycznia
- weszło w życie rozporządzenie Rady Ministrów z dnia 21 grudnia 1927 o wydzieleniu z ogólnej administracji państwowej przedsiębiorstwa „Państwowe Zakłady Lotnicze w Warszawie”. Na mocy rozporządzenia Centralne Warsztaty Lotnicze w Warszawie zostały wydzielone z ogólnej administracji państwowej jako przedsiębiorstwo, posiadające samoistną osobowość prawną pod nazwą „Państwowe Zakłady Lotnicze w Warszawie”, w skrócie „P.Z.L.”. Zakres działania i sposób wykonywania przedsiębiorstwa określał statut, zatwierdzony przez Radę Ministrów na wniosek Ministra Spraw Wojskowych[2]

15 stycznia
- W Cieszynie zmarł pułkownik w stanie spoczynku Franciszek Saxl[3].

24 stycznia
- weszło w życie rozporządzenie Prezydenta RP z dnia 23 stycznia 1928 o podwyższeniu uposażenia wojskowych zawodowych i oficerów rezerwy, zatrzymanych w czynnej służbie[4]

28 stycznia
- weszło w życie rozporządzenie Prezydenta RP z dnia 16 stycznia 1928 o stanie wojennym[5]

## Luty
18 lutego
- Prezydent RP mianował:

pułkownika Waleriana Czumę dowódcą 5 Dywizji Piechoty we Lwowie,
pułkownika Henryka Krok-Paszkowskiego dowódcą Obszaru Warownego „Wilno”
- Minister Spraw Wojskowych mianował:
- pułkownika Jerzego Ferek-Błeszyńskiego attaché wojskowym w Paryżu[6]

20 lutego
- pułkownik lekarz doktor Adam Huszcza został kierownikiem, a major doktor lekarz Włodzimierz Missiuro – zastępcą kierownika Centrum Badań Lotniczo-Lekarskich[7]

24 lutego
- Minister Spraw Wojskowych nadał koszarom 54 Pułku Piechoty w Tarnopolu nazwę „Koszary im. Króla Jana Sobieskiego”[8]

## Marzec
7 marca
- Prezydent RP ustanowił Krzyż Zasługi za Dzielność, jako odmianę Krzyża Zasługi celem szczególnego wyróżnienia żołnierzy wojska i marynarki wojennej, funkcjonariuszy Policji Państwowej i Policji Województwa Śląskiego oraz funkcjonariuszy Straży Granicznej za czyny, spełnione w specjalnie ciężkich warunkach z wykazaniem wyjątkowej odwagi, z narażeniem życia lub zdrowia w obronie prawa, nietykalności granic państwowych oraz życia i mienia obywateli[9]

13 marca
- Minister Spraw Wojskowych nakazał dowódcy Okręgu Korpusu Nr I przeniesienie Powiatowej Komendy Uzupełnień Ostrów Mazowiecka do Małkini z jednoczesną zmianą nazwy na PKU Małkinia[10]

14 marca
- weszło w życie rozporządzenie Prezydenta RP z dnia 30 stycznia 1928 w sprawie uznania miasta Wilna i okolicy za obszar warowny[11]

19 marca
- Minister Spraw Wojskowych, marszałek Polski Józef Piłsudski, w dniu swoich imienin zwolnił generała dywizji Władysława Sikorskiego ze stanowiska dowódcy Okręgu Korpusu Nr VI we Lwowie i mianował:

generała brygady Bolesława Popowicza dowódcą Okręgu Korpusu Nr VI we Lwowie,
pułkownika Jana Kruszewskiego dowódcą 1 Dywizji Piechoty Legionów,
pułkownika Michała Pakosza dowódcą piechoty dywizyjnej 1 Dywizji Piechoty Legionów,
podpułkownika Sztabu Generalnego Bolesława Krzyżanowskiego dowódcą 1 Pułku Piechoty Legionów
24 marca
- Minister Spraw Wojskowych zarządził przeniesienie Oficerskiego Trybunału Orzekającego z Warszawy do Modlina[13]
- weszło w życie rozporządzenie Prezydenta RP z dnia 22 marca 1928 o zagospodarowaniu lasów państwowych[14]

Minister Rolnictwa, na wniosek Ministra Spraw Wojskowych, mógł uznać za lasy chronione lasy, które miały specjalne znaczenie dla obrony Państwa;
29 marca
- weszło w życie Rozporządzenie Prezydenta Rzeczypospolitej z dnia 13 grudnia 1927 o godłach i barwach państwowych oraz o oznakach, chorągwiach i pieczęciach[15]
- weszło w życie rozporządzenie Prezydenta RP z dnia 6 marca 1928 o wojskowych zasiłkach wojennych[16]

## Kwiecień
1 kwietnia
- weszło w życie rozporządzenie Prezydenta RP z dnia 6 marca 1928 o ochotniczych lotach ćwiczebnych. Oficerowie, podoficerowie i szeregowcy - piloci rezerwy, którzy posiadali przydział do rezerwy lotnictwa lądowego lub morskiego, mogli, o ile nie przekroczyli 40 lat życia, odbywać poza okresem ustawowych ćwiczeń rezerwy ochotnicze loty ćwiczebne w charakterze pilotów wojskowych[17]

2 kwietnia
- weszło w życie rozporządzenie Prezydenta RP z dnia 22 marca 1928 o Straży Granicznej[18]

w razie częściowej lub całkowitej mobilizacji albo w innych wypadkach, w których ze względu na interes obrony państwa Rada Ministrów uzna to za konieczne, Straż Graniczna z chwilą ogłoszenia mobilizacji względnie od dnia, wskazanego uchwałą Rady Ministrów, stawała się z mocy samego prawa częścią sił zbrojnych państwa;
oficerowie i szeregowi Straży Granicznej od chwili doręczenia lub ogłoszenia rozkazu o wcieleniu do sił zbrojnych odpowiadali według kodeksu karnego wojskowego przed właściwymi sądami wojskowymi wedle przepisów ustawy wojskowego postępowania karnego;
organizację wewnętrzną i składy osobowe poszczególnych jednostek organizacyjnych Straży Granicznej ustalał Minister Skarbu w porozumieniu z Ministrem Spraw Wojskowych
Minister Spraw Wojskowych w porozumieniu z Ministrem Skarbu mógł przydzielać do Straży Granicznej oficerów i szeregowych służby czynnej;
Komendanta Straży Granicznej mianował Prezydent Rzeczypospolitej na wniosek Ministra Skarbu przedstawiony w porozumieniu z Ministrem Spraw Wojskowych oraz z Prezesem Rady Ministrów;
przepisy o umundurowaniu i uzbrojeniu Straży Granicznej wydawał Minister Skarbu w porozumieniu z Ministrem Spraw Wojskowych i Ministrem Spraw Wewnętrznych →
z chwilą wejścia w życie niniejszego rozporządzenia utraciło moc obowiązującą rozporządzenie Ministra Skarbu o organizacji Straży Celnej z dnia 31 sierpnia 1927
12 kwietnia
- weszło w życie rozporządzenie Rady Ministrów w sprawie wydzielenia z ogólnej administracji państwowej wojskowych wytwórni umundurowania i oporządzenia przy okręgowych zakładach mundurowych w Warszawie, Krakowie i Poznaniu; na mocy rozporządzenia zostało utworzone przedsiębiorstwo, posiadające samoistną osobowość prawną, pod nazwą: „Państwowe Zakłady Umundurowania w Warszawie”, w skrócie „P.Z.U.”[21]
- Rada Ministrów zatwierdziła statut przedsiębiorstwa „Państwowe Zakłady Umundurowania w Warszawie”[22]
- weszło w życie rozporządzenie Rady Ministrów z dnia 19 marca 1928 o wydzieleniu z ogólnej administracji państwowej przedsiębiorstwa „Państwowe Zakłady Inżynierii w Warszawie”; na mocy rozporządzenia  Centralne Warsztaty Inżynierii w Warszawie w składzie: Centralne Warsztaty Samochodowe, Centralne Warsztaty Saperskie i Centralne Warsztaty Łączności zostały wydzielone z ogólnej administracji państwowej jako przedsiębiorstwo, posiadające samoistną osobowość prawną, pod nazwą „Państwowe Zakłady Inżynierii w Warszawie”, w skrócie „P. Z. Inż.”[23]

14 kwietnia
- weszło w życie rozporządzenie Rady Ministrów w sprawie zatwierdzenia statutu przedsiębiorstwa „Państwowe Zakłady Inżynierii” w Warszawie”[24]

29 kwietnia
- weszło w życie rozporządzenie Ministra Robót Publicznych i Ministra Spraw Wewnętrznych w porozumieniu z Ministrem Spraw Wojskowych z dnia 27 stycznia 1928 o ruchu pojazdów mechanicznych na drogach publicznych[25]

Wojskowe pojazdy podlegają przepisom działu drugiego „Warunki techniczne pojazdów” i czwartego „Prowadzenie pojazdów” wspomnianego rozporządzenia;
Minister Spraw Wojskowych został zobligowany do dostosowania wojskowych pojazdów do wymagań przewidzianych w dziale drugim rozporządzenia,
dopuszczanie do ruchu wojskowych pojazdów, ustalanie dla nich znaków rejestracyjnych, wydawanie dowodów rejestracyjnych, oraz wydawanie pozwoleń na prowadzenie ich przez wojskowych zawodowych i odbywających obowiązkową czynną służbę wojskową, należało do właściwych władz wojskowych;
w skład komisji egzaminacyjnej dla kierowców wojskowych wchodził delegat wojewódzkiej władzy administracji ogólnej z głosem decydującym w zakresie znajomości przepisów porządkowych na drogach publicznych;
pozwolenia wojskowe na prowadzenie pojazdów powinny były odpowiadać pozwoleniom przewidzianym w rozporządzeniu

## Maj
1 maja
- Minister Spraw Wojskowych w związku z wejściem w życie Rozporządzenia Prezydenta RP o godłach i barwach państwowych oraz o oznakach, chorągwiach i pieczęciach:

polecił zmienić dotychczasowe wizerunki orłów na budynkach i sprzęcie wojskowym na orły nowego wzoru w terminie do 28 marca 1930,
postanowił, że orły państwowe na chorągwiach, sztandarach i flagach, na orderach, na odznaczeniach, na oznakach pułkowych, szkolnych i pamiątkowych zatwierdzonych przed dniem 28 marca 1928, pozostaną w kształcie dotychczasowym, powstające po dniu 28 marca 1928 chorągwie, sztandary, oznaki itp winny mieć orły państwowe nowego wzoru,
ustalił, że orzełki na czapkach wojska, orzełki na kołnierzach generałów i oficerów Sztabu Generalnego, orły na kołnierzach oficerów i szeregowych w 63, 64 i 65 Pułku Piechoty oraz orły umieszczane drzewcach chorągwi i sztandarów, jako symbole i specjalne znaki historyczno-wojskowe i ornamentacyjne, pozostaną w swoim dotychczasowym kształcie,
wprowadził na guzikach mundurowych orzełki nowego wzoru,
zezwolił oficerom „na donaszanie” guzików mundurowych z orzełkami dotychczasowego rysunku do 28 marca 1930,
ustalił, że szeregowi będą donaszać guziki starego typu do czasu wyczerpania się posiadanych przez intendenturę zapasów
- Minister Spraw Wojskowych zezwolił oficerom wszystkich rodzajów broni i służb podczas występowania w ubiorze salonowym na noszenie oficerskiego pasa salonowego oraz rapci do noszenia szabli pod kurtką[28] → Mundur Wojska Polskiego II RP
- weszło w życie rozporządzenie Prezydenta RP 11 stycznia 1928 w sprawie zmian i uzupełnień niektórych postanowień ustawy z dnia 23 maja 1924 o powszechnym obowiązku służby wojskowej[29]

6 maja

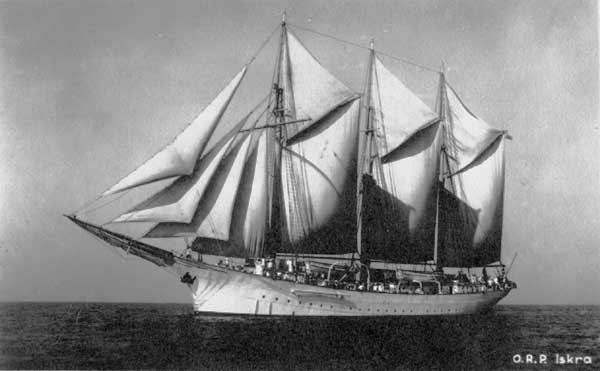
ORP Iskra

- w Zamku Ujazdowskim w Warszawie odbyło się uroczyste pożegnanie pierwszego dyrektora nauk Oficerskiej Szkoły Sanitarnej, pułkownika lekarza doktora Ludwika Zembrzuskiego
- w porcie gdyńskim odbyła się ceremonia poświęcenia i podniesienia bandery na okręcie szkolnym ORP „Iskra”; w ceremonii wzięli udział między innymi dowódca Floty, komandor Józef Unrug, szef Francuskiej Misji Morskiej, komandor Richard, naczelnik Urzędu Marynarki Handlowej w Gdyni, p. Poznański oraz delegatki dwóch zakładów naukowych żeńskich, które ufundowały galę banderową[30]
- w Drohobyczu, generał dywizji Kazimierz Sosnkowski, w imieniu Prezydenta RP i Ministra Spraw Wojskowych, wręczył dowódcy 6 Pułku Strzelców Podhalańskich chorągiew ufundowaną przez społeczeństwo Ziemi Drohobyckiej i Borysławskiej[31]

18 maja
- weszło w życie rozporządzenie Prezydenta RP z dnia 14 marca 1928 o prawie lotniczym zgodnie, z którym między innymi:

zarząd wojskową żeglugą powietrzną należał do Ministra Spraw Wojskowych,
polskimi statkami powietrznymi były statki, wpisane do polskiego rejestru państwowego i polskie wojskowe statki powietrzne,
za statki powietrzne uznawano: balony, sterowce, samoloty, szybowce i inne tego rodzaju aparaty, zdolne do unoszenia się w powietrzu i przewożenia ludzi lub rzeczy,
statek powietrzny, będący w rozporządzeniu władz wojskowych i znajdujący się pod dowództwem osoby, pełniącej służbę wojskowa, uważany był za statek wojskowy,
w razie wojny bądź ogłoszenia mobilizacji ogólnej lub częściowej Minister Spraw Wojskowych w porozumieniu z Ministrem Komunikacji, a na obszarze wojennym - Naczelny Wódz, mógł ograniczyć lub całkowicie zakazać żeglugi powietrznej, powyższe ograniczenie lub zakaz nie dotyczył wojskowych statków powietrznych i innych statków powietrznych, pełniących służbę publiczno-państwową,
Minister Spraw Wojskowych był uprawniony do określenia granic stref zakazanych dla przelotu statków powietrznych → M.P. z 1934 r. nr 212, poz. 281,
używanie aparatów fotograficznych na pokładzie statku powietrznego podczas lotu wymagało zezwolenia Ministra Spraw Wojskowych względnie władz przez niego upoważnionych,
przewóz statkiem powietrznym materiałów wybuchowych, broni, amunicji, gołębi pocztowych mógł być dokonywany jedynie za zezwoleniem Ministra Spraw Wojskowych względnie władz, przez niego upoważnionych → Dz.U. z 1932 r. nr 96, poz. 830,
każdy, kto znalazł porzucony statek powietrzny lub jego szczątki był zobowiązany powiadomić o tym najbliższy organ służb bezpieczeństwa publicznego lub miejscową władzę gminną,
25 maja
- na Zamku Królewskim w Warszawie szef Departamentu Lotnictwa Ministerstwa Spraw Wojskowych, pułkownik Sztabu Generalnego Ludomił Rayski towarzyszył francuskim lotnikom: Dieudonné Costes i Josephowi Le Brix w czasie audiencji u Prezydenta RP Ignacego Mościckiego[33]

27 maja
- w Ostrowie Wielkopolskim Prezydent RP Ignacy Mościcki wręczył chorągiew 60 Pułkowi Piechoty Wielkopolskiej[34]
- w Obozie Kościuszkowskim na warszawskich Powązkach dowódca Okręgu Korpusu Nr I, generał dywizji Jan Karol Wróblewski otworzył kasyno podoficerskie Pułku Radiotelegraficznego[35]

28 maja
- we Wrześni Prezydent RP Ignacy Mościcki wręczył chorągiew 68 Pułkowi Piechoty[36]
- w Brzeżanach, inspektor armii, generał dywizji Edward Śmigły-Rydz wręczył chorągiew 51 Pułkowi Piechoty[37]

29 maja
- na Dworcu Głównym w Warszawie szef Departamentu Sanitarnego Ministerstwa Spraw Wojskowych, generał brygady Stanisław Rouppert wziął udział w poświęceniu pociągu sanitarnego, który staraniem Towarzystwa Polsko-Bułgarskiego następnego dnia został wysłany do Bułgarii w celu niesienia pomocy poszkodowanym w następstwie trzęsienia ziemi; w składzie pociągu znalazło się dziewięć wagonów z pełnym wyposażeniem szpitalnym, w tym jeden wagon pulmanowski z pracownią bakteriologiczną Państwowego Zakładu Higieny[35]

## Czerwiec
1 czerwca
- wręczono chorągiew 19 Pułkowi Piechoty[38]

5 czerwca
- początek pierwszego rejsu szkolnego ORP „Iskra”

9 czerwca
- wręczono chorągiew 30 Pułkowi Piechoty[39]

14 czerwca
- weszło w życie rozporządzenie Prezydenta RP w sprawie warunków przemianowania oficerów rezerwy na oficerów zawodowych Polskiej Marynarki Wojennej, tudzież ustalenie starszeństwa przy przemianowaniu[40]

30 czerwca
- koniec pierwszego rejsu szkolnego ORP „Iskra”; okręt zawinął do portów: Libawa, Hanko, Helsinki, Visby

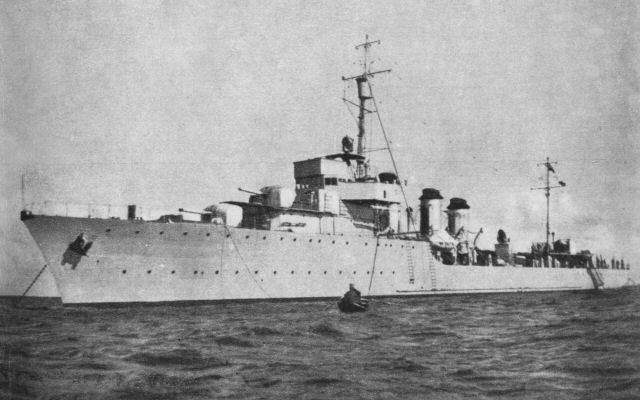
ORP "Wicher"

## Lipiec
1 lipca
- wręczono chorągiew 82 Pułkowi Piechoty[41]

12 lipca
- weszło w życie rozporządzenie Ministra Spraw Wojskowych z dnia 19 czerwca 1928 w sprawie przemianowania oficerów rezerwy na oficerów zawodowych marynarki wojennej[42]

14 lipca
- Minister Spraw Wojskowych przemianował 11 Pułk Myśliwski w Lidzie na 5 Pułk Lotniczy[43]
- weszła w życie ustawa z dnia 22 czerwca 1928 o amnestii z powodu dziesięciolecia odzyskania niepodległości przez Państwo Polskie; amnestia dotyczyła przestępstw, należących do właściwości sądów karnych zarówno powszechnych jak wojskowych oraz do właściwości władz administracyjnych; amnestia nie miała zastosowania do przestępstw wojskowych, podżegania i pomocy do tych przestępstw, uchylania się od służby wojskowej, jeśli sprawca w tym celu opuścił granice państwa lub w tym celu przebywał zagranicą, chyba że sprawca przed upływem jednego miesiąca od dnia ogłoszenia tej ustawy został ujęty, lub stawił się do dyspozycji właściwej władzy celem wykonania obowiązku służby wojskowej[44]

18 lipca
- początek drugiego rejsu szkolnego ORP „Iskra”

20 lipca
- weszło w życie rozporządzenie Ministra Spraw Wojskowych z dnia 15 maja 1928 w sprawie wykonania ustawy z dnia 18 lipca 1924 o podstawowych obowiązkach i prawach szeregowych Wojska Polskiego, zmienionej i uzupełnionej rozporządzeniem Prezydenta Rzeczypospolitej z dnia 13 kwietnia 1927 → Dz.U. z 1928 r. nr 71, poz. 643

na podstawie wspomnianego rozporządzenia starsi szeregowcy w baonach strzelców mogli korzystać z tytułu „starszy strzelec”,
według rodzajów służby wojskowej podoficerowie zawodowi i szeregowi dzielili się na podoficerów zawodowych i szeregowych: piechoty, kawalerii, artylerii, aeronautyki, inżynierii, służby uzbrojenia, służby intendentury, służby zdrowia i żandarmerii;
podoficerowie zawodowi poszczególnych rodzajów służby wojskowej dzielili się na następujące kategorie: podoficerowie zawodowi broni i służby, podoficerowie zawodowi majstrzy wojskowi i podoficerowie zawodowi orkiestranci,
wszelkie przepisy, odnoszące się do podoficerów zawodowych miały zastosowanie także do „istniejących jeszcze w wojsku chorążych zawodowych”.

## Sierpień
1 sierpnia
- weszło w życie rozporządzenie Prezydenta RP z dnia 22 marca 1928 w sprawie kodeksu karnego wojskowego[45]
- weszło w życie rozporządzenie Ministra Spraw Wojskowych z dnia 6 lipca 1928 w sprawie przedterminowego zwolnienia osób, odbywających karę pozbawienia wolności z mocy wyroków wojskowych sądów karnych[46]

2 sierpnia
- Minister Spraw Wojskowych przemianował pododdziały lotnictwa:

111 Eskadra Myśliwska → 131 Eskadra Myśliwska
112 Eskadra Myśliwska → 132 Eskadra Myśliwska
113 Eskadra Myśliwska → 121 Eskadra Myśliwska
114 Eskadra Myśliwska → 122 Eskadra Myśliwska
115 Eskadra Myśliwska → 141 Eskadra Myśliwska
116 Eskadra Myśliwska → 142 Eskadra Myśliwska
121 Eskadra Myśliwska → 111 Eskadra Myśliwska
122 Eskadra Myśliwska → 112 Eskadra Myśliwska
14 Eskadra Niszczycielska → 211 Eskadra Niszczycielska Nocna
- dotychczasowy II Dywizjon Niszczycielski 1 Pułku Lotniczego został przemianowany na II Dywizjon Niszczycielski Nocny; początkowo w skład dywizjonu została włączona jedynie 211 Eskadra Niszczycielska Nocna; organizatorem i dowódcą dyonu był kapitan pilot Witold Rutkowski[47]

9 sierpnia
- Minister Spraw Wojskowych przemianował szkoły oficerskie na szkoły podchorążych:

Oficerska Szkoła Piechoty w Ostrowi Mazowieckiej → Szkoła Podchorążych Piechoty
Oficerska Szkoła Kawalerii w Grudziądzu → Szkoła Podchorążych Kawalerii
Oficerska Szkoła Artylerii w Toruniu → Szkoła Podchorążych Artylerii
Oficerska Szkoła Lotnicza w Dęblinie → Szkoła Podchorążych Lotnictwa
Oficerska Szkoła Inżynierii w Warszawie → Szkoła Podchorążych Inżynierii
Oficerska Szkoła Sanitarna w Warszawie → Szkoła Podchorążych Sanitarnych
Oficerska Szkoła dla Podoficerów w Bydgoszczy → Szkoła Podchorążych dla Podoficerów
oraz
Kurs Szkoły Podchorążych w Oficerskiej Szkole Piechoty w Ostrowi Mazowieckiej → Kurs unitarny w Szkole Podchorążych Piechoty
Batalion Oficerskiej Szkoły Piechoty w Ostrowi Mazowieckiej → Batalion Szkoły Podchorążych Piechoty
15 sierpnia
- w Szkole Podchorążych Lotnictwa w Dęblinie odbyła się pierwsza promocja absolwentów; prymusem został podporucznik obserwator Bronisław Bogucki[49]

18 sierpnia
- w trakcie ćwiczeń wojskowych 2 Pułku Strzelców Podhalańskich w Rogóźnie kpt. Rudolf Mleczko został zastrzelony przez por. Jana Pniewskiego[50].

## Wrzesień
13 września
- weszło w życie rozporządzenie Prezydenta RP z dnia 7 marca 1928 o służbie wojskowej podoficerów i szeregowców marynarki wojennej[51]

21 września
- Rada Ministrów ustanowiła Medal Pamiątkowy za Wojnę 1918–1921[52]

23 września
- wręczono chorągiew 85 Pułkowi Piechoty[53]

25 września
- na obszarze Okręgu Korpusu Nr IV została utworzona Powiatowa Komenda Uzupełnień Łask, która administrowała na terenie powiatu łaskiego[54]

27 września
- Rada Ministrów ustanowiła Medal Dziesięciolecia Odzyskanej Niepodległości[55]

## Październik
14 października
- koniec drugiego rejsu szkolnego ORP „Iskra”; okręt zawinął do portów: Dunkierka, Lizbona, Casablanca, Cherbourg

21 października
- na Rynku w Nowym Sączu Prezydent RP Ignacy Mościcki wręczył chorągiew 1 Pułkowi Strzelców Podhalańskich[56]
- Minister Spraw Wojskowych w porozumieniu z Ministrem Spraw Wewnętrznych i Ministrem Sprawiedliwości wydał rozporządzenie o sposobie nadania Medalu Pamiątkowego za Wojnę 1918–1921[57]

## Listopad
2 listopada
- W Krakowie zmarł pułkownik artylerii w stanie spoczynku Ryszard Frendl[58].

3 listopada
- Minister Spraw Wojskowych wydał rozporządzenie o sposobie nadania Medalu Dziesięciolecia Odzyskanej Niepodległości[59].

12 listopada
- W Zakładach Amunicyjnych „Pocisk” w Rembertowie, w wyniku eksplozji materiałów wybuchowych, zginęło dwóch pracowników, a kolejnych dwóch zostało ciężko rannych[60].

16 listopada
- W Dzienniku Ustaw RP zostało opublikowane obwieszczenie Prezydenta Rzeczypospolitej z dnia 7 listopada 1928 o sprostowaniu błędów w rozporządzeniu Prezydenta Rzeczypospolitej z dnia 22 marca 1928 r. o Straży Granicznej; słowa „Dowódca Straży Granicznej” i „Dowództwo Straży Granicznej” zastąpiono słowami „Komendant Straży Granicznej” i „Komenda Straży Granicznej”[61].

25 listopada
- Wręczono chorągiew 25 Pułkowi Piechoty[62].

## Grudzień
1 grudnia
- Pułkownik lekarz weterynarii Feliks Rozwadowski, były szef Wydziału Remontu Koni w Departamencie Kawalerii Ministerstwa Spraw Wojskowych został kierownikiem Wojskowego Zakładu Remontu Koni[63].

4 grudnia
- Minister Spraw Wojskowych przeniósł wszystkich oficerów saperów kolejowych z korpusu oficerów kolejowych do korpusu oficerów inżynierii i saperów z pozostawieniem na dotychczasowych stanowiskach[64].

15 grudnia
- W Poznaniu zmarł kapitan artylerii Teofil Gwóźdź, komendant Kadry 7 Oddziału Służby Uzbrojenia, odznaczony medalem a wojnę i Krzyżem na Śląskiej Wstędze Waleczności i Zasługi[65].

22 grudnia
- Minister Spraw Wojskowych, marszałek Polski Józef Piłsudski zniósł dotychczasową nazwę „Sztab Generalny” i tytuł „Oficer Sztabu Generalnego”, a w ich miejsce wprowadził nazwę „Sztab Główny” i tytuł „Oficer dyplomowany”[66].